# Петранговський Юрій Ігорович
Юрій Ігорович Петранговський (народився 9 грудня 1994 року у Києві ) - український хокеїст,  гравець збірної України.

## Кар'єра
- ХК Шахтар Солігорськ-2 (2011-2012)
- Сокіл (Київ) (2012-2013)
- "Молода Гвардія" Донецьк (2013-2014)
- МХК "Юність" Мінськ (2014-2015)
- ХК Кременчук (2015-2017)

Виступав в "УХЛ у кольорах київського "Соколу" , а з 2013 року в російських іграх МХЛ, спочатку в юніорській команді українського клубу ""Донбас" Донецьк, а з 2014 року в білоруському "Юності" Мінськ. 
З серпня 2015 року гравець ХК Кременчук   .
У юніорській збірній України брав участь у чемпіонаті світу серед юніорів U18 у 2012 році (дивізіон IB), чемпіонаті світу серед юніорів U20 у 2012 році (дивізіон IIA), 2013, 2014 (обидва дивізіони IB). У старшій команді брав участь у турнірах чемпіонату світу в 2013, 2015, 2016, 2017 (дивізіон I).

## Досягнення

### Збірна
- Підвищення до чемпіонату світу до 20-го дивізіону I групи В: 2012
- Підвищення до Кубка світу в дивізіоні I групи А: 2013, 2016

### Клуб
- Бронзова медаль чемпіонату України : 2013 з київським «Сокілом», 2016 з ХК Кременчук
- Срібна медаль чемпіонату України: 2017 з ХК Кременчук.

### Індивідуальний
- Чемпіонат світу з хокею з шайбою для чоловіків U18 2012 I дивізіон Група B:
  - Перше місце в рейтингу бомбардирів турніру: 5 голів [6]
  - Третє місце в турнірній таблиці канадської класифікації: 8 балів [7]

## Виноски
1. 1 2  https://www.iihf.com/en/events/2017/wmia/teams/roster/45652/ukraine/ — Міжнародна федерація хокею із шайбою.
2. ↑  ПХЛ. Сокол сохраняет Сирченко и подписывает Петранговского - iSport.ua (рос.), архів оригіналу за 25 вересня 2015, процитовано 9 квітня 2021
3. ↑  ХК «Кременчук» официально заключил контракты с 15 хоккеистами (рос.), архів оригіналу за 25 вересня 2015, процитовано 9 квітня 2021
4. ↑  Юрий Петранговский: «Хочу выиграть с ХК «Кременчук» чемпионат Украины» (рос.), архів оригіналу за 5 жовтня 2018, процитовано 9 квітня 2021
5. ↑  ХК «Кременчук» заключил контракты с двумя нападающими (рос.), архів оригіналу за 4 березня 2016, процитовано 9 квітня 2021
6. ↑  Архівована копія (PDF). Архів оригіналу (PDF) за 9 квітня 2021. Процитовано 9 квітня 2021.{{cite web}}:  Обслуговування CS1: Сторінки з текстом «archived copy» як значення параметру title (посилання)
7. ↑  Архівована копія (PDF). Архів оригіналу (PDF) за 4 березня 2016. Процитовано 9 квітня 2021.{{cite web}}:  Обслуговування CS1: Сторінки з текстом «archived copy» як значення параметру title (посилання)